# Banjevac (Bośnia i Hercegowina)
Banjevac – wieś w Bośni i Hercegowinie, w Federacji Bośni i Hercegowiny, w kantonie zenicko-dobojskim, w gminie Breza. W 2013 roku liczyła 585 mieszkańców, z czego większość stanowili Boszniacy.